# Hur Marie träffade Fredrik, åsnan Rebus, kängurun Ploj och...
Hur Marie träffade Fredrik, åsnan Rebus, kängurun Ploj och... är en svensk familjefilm från 1969 med regi och manus av Bo A. Vibenius. Filmen är Vibenius regidebut och i rollerna ses bland andra Fredrik Becklén, Madeleine Onne och Sune Mangs.

## Handling
Marie råkar krossa en vas och rymmer därför hemifrån. På rymmen träffar hon Fredrik, åsnan Rebus och kängurun Ploj och hon får anställning på Fredriks trädgårdsmästeri.

## Rollista
- Fredrik Becklén – Fredrik
- Madeleine Onne – Marie
- Sune Mangs – farbror Urban
- Birgitta Andersson – skolfröken
- Anita Lindman – Maries mamma
- Rolf Bengtsson – amerikanske ambassadören
- Astrid Fröberg – tant Olga
- Gösta Roos – Jocke, Maries pappa
- Jan Tillborg – polisen

## Om filmen
Inspelningen ägde rum mellan den 10 juni och 10 augusti 1969 på Ekerö och i Stockholm med Bo Blomberg som fotograf och Vibenius som producent. Filmen klipptes av Brian Wikström och premiärvisades den 13 december 1969 på biograferna Cinema och Victoria i Stockholm.
Filmen fick ett svalt mottagande av recensenterna där den ansågs var alltför lik Kjell Gredes Hugo och Josefin. Kritikerna menade även att Vibenius placerat smygreklam i filmen.